# Jaltomata nitida
Jaltomata nitida är en potatisväxtart som först beskrevs av Friedrich August Georg Bitter, och fick sitt nu gällande namn av T. Mione. Jaltomata nitida ingår i släktet jaltomator, och familjen potatisväxter. Inga underarter finns listade i Catalogue of Life.